# Тапер (фільм)
«Тапер» (латис. Tapers) — радянський художній фільм режисера Роланда Калниньша. Знятий на Ризькій кіностудії за сценарієм Талівалдіса Маргевіча в 1989 році.

## Сюжет
Талановитий хлопчик з робітничої родини мріє стати піаністом. Батько веде його на прослуховування до професора і отримує запевнення, що з дитини ніколи не вийде доброго музиканта. Завдяки наполегливій праці Лаймоніс вступає до консерваторії і успішно закінчує її. З раннього дитинства обертаючись у середовищі музикантів, Лаймоніс має постійну можливість підробити тапером в ресторанах і танцювальних залах. На одній з таких вечірок він зустрічає Аніту, що вчилася з ним у школі, і одружується з нею. У будинку молодят перемагає атмосфера постійних веселощів з незмінною випивкою. Він ледь не втрачає можливість займатися улюбленою справою. Його, молодого керівника естрадного оркестру, виганяють за прогул з філармонії. Дружина йде до іншого, і здається, що життя вже закінчене. Несподівано по радіо передають написану ним пісню, і друзі допомагають відновитися на роботі. Він їде відпочити і трохи підзаробити на Чорноморське узбережжя. Там він зустрічає і закохується в Ребеку, жінку, що стала його надійною опорою. Знаючи, що йому не треба хвилюватися про будинок, він з головою поринає в роботу і створює на базі старого оркестру новий перспективний колектив. Його пісні з року в рік займають перші місця в списках популярних виконавців. Музика заповнила його життя повністю. Давні друзі пішли, нові не з'явилися, все розчинилося на нотному аркуші. Він залишився тим же тапером, яким був у роки своєї юності.

## У ролях
- Франк Матусс — Лаймоніс Парумс
- Ліана Упеніеце — Аніта Парума
- Катерина Євро — Ребека
- Гунарс Цилінскіс — професор Лазда
- Петеріс Ґаудіньш — Ояр Лазда
- Улдіс Думпіс — професор Харолд Брунайс
- Волдемар Зандберг — батько Лаймоніса
- Астріда Кайріша — мати Лаймоніса
- Петеріс Лієпіньш — художник Хубертс Озолс, друг Лаймоніса
- Мірдза Мартінсоне — Мара, солістка естрадного оркестру
- Юріс Ліснерс — Йоган
- Харій Спановскіс — Фред
- Ілзе Рудолфа — Яніна
- Байба Індриксоне — епізод

## Знімальна група
- Сценарист: Талівалдіс Маргевич
- Режисер: Роланд Калниньш
- Оператор: Альгімантас Моцкус
- Композитор: Олав Ехала
- Художник: Гунарс Балодіс